# Cratere Glazenap
Glazenap è un cratere lunare di 38,96 km situato nella parte sud-occidentale della faccia nascosta della Luna, a sud-sudovest del cratere Mendeleev e a nordovest del cratere Pannekoek.
Questa formazione è quasi circolare e poco erosa, anche se un piccolo cratere si trova sul bordo nordovest.
Il cratere è dedicato all'astronomo russo Sergej Pavlovič von Glazenap.

## Crateri correlati
Alcuni crateri minori situati in prossimità di Glazenap sono convenzionalmente identificati, sulle mappe lunari, attraverso una lettera associata al nome.
| Glazenap | Coordinate            | Diametro (in km) |
| -------- | --------------------- | ---------------- |
| E        | 1°42′00″S 139°13′48″E | 12,81            |
| F        | 1°43′48″S 139°52′48″E | 9,43             |
| P        | 4°52′48″S 136°22′12″E | 67,48            |
| S        | 2°14′24″S 134°34′12″E | 28,61            |
| V        | 0°57′36″S 136°11′24″E | 20,4             |